# Пискачек, Ян
Ян Пискачек (чеш. Jan Piskáček; 11 сентября 1989, Кладно, Чехословакия) — чешский хоккеист, защитник. В настоящее время играет за клуб чешской Экстралиги «Мотор Ческе-Будеёвице».

## Карьера
Ян Пискачек является воспитанником клуба «Кладно». С 2007 по 2010 год выступал в юниорской лиге Квебека за «Кейп-Бретон Скриминг Иглз». После возвращения в Чехию, снова играл за «Кладно». С сезона 2013/14 отыграл 8 лет за пражскую «Спарту». После ухода Петра Враны в январе 2019 года новым капитаном «Спарты» стал Пискачек. 3 мая 2021 года перешёл в клуб «Мотор Ческе-Будеёвице».

## Достижения
Серебряный призёр Экстралиги 2016
 Финалист Лиги чемпионов 2017
 Бронзовый призёр Экстралиги 2014 и 2021

## Статистика
Обновлено на конец сезона 2020/2021
- Чешская экстралига — 445 игр, 94 очка (28+66)
- Юниорская лига Квебека — 187 игр, 98 очков (16+82)
- Лига чемпионов — 22 игры, 6 очков (1+5)
- Чешская первая лига — 14 игр, 6 очков (0+6)
- Европейский трофей — 8 игр, 3 очка (2+1)
- Сборная Чехии — 3 игры
- Всего за карьеру — 679 игр, 207 очков (47+160)